# The Legend (бокс-сет Джонни Кэша)
| Оценки критиков  | Оценки критиков |
| Источник         | Оценка          |
| ---------------- | --------------- |
| AllMusic         | [ 1 ]           |
| Pitchfork Media  | 9.0/10          |
| Robert Christgau | A               |
| Tom Hull         | A               |

The Legend — бокс-сет американского кантри-певца Джонни Кэша (1932—2003), посмертно изданный 2 августа 2005 года лейблами Legacy Recordings и Columbia Records. Это один из немногих многодисковых наборов, содержащих песни, записанные за всю карьеру Кэша, с 1955 по 2003 год. На четырёх дисках собрано большинство самых громких хитов Кэша, а также множество традиционных композиций, записанных Кэшем, и несколько совместных работ с другими известными исполнителями, включая Розанну Кэш, U2 и Боба Дилана. В соответствии с образом Кэша как Человека в чёрном, поверхность дисков чёрная. В 2006 году диск получил премию «Грэмми» в номинации «Лучшая коробочная или специальная ограниченная серия». 11 января 2006 года он получил золотой сертификат RIAA.

## История
Альбом получил положительные отзывы музыкальной критики и интернет-изданий.

## Список композиций

### Disc 1 —Win, Place and Show: The Hits
На первый диск вошли многие из самых громких хитов Кэша, а также его более известный материал 1970-х и 1980-х годов. Несколько композиций впервые появляются на CD.
1. «I Walk the Line» — 2:45
2. «There You Go» — 2:17
3. «Home of the Blues» — 2:40
4. «Ballad of a Teenage Queen» — 2:12
5. «Guess Things Happen That Way» — 1:50
6. «The Ways of a Woman in Love» — 2:16
7. «Don't Take Your Guns to Town» — 3:03
8. «Ring of Fire» — 2:37
9. «The Matador» — 2:46
10. «Understand Your Man» — 2:43
11. «The Ballad of Ira Hayes» — 4:09
12. «Orange Blossom Special» — 3:07
13. «The One on the Right is on the Left» — 2:48
14. «Rosanna's Going Wild» — 1:59
15. «Folsom Prison Blues» — 2:45
16. «Daddy Sang Bass» — 2:21
17. «A Boy Named Sue» — 3:46
18. «What Is Truth» — 2:38
19. «Sunday Mornin' Comin' Down» — 4:07
20. «Flesh and Blood» — 2:37
21. «Man in Black» — 2:52
22. «A Thing Called Love» — 2:33
23. «Kate» — 2:17
24. «Oney» — 3:05
25. «Any Old Wind That Blows» — 2:46
26. «One Piece at a Time» — 4:01
27. «(Ghost) Riders in the Sky» — 3:46

### Disc 2 —Old Favorites and New
Второй диск был составлен аналогично первому и также включает некоторые ранние хиты Кэша, такие как «Hey Porter» и «Cry! Cry! Cry!», первый сингл, выпущенный им для Sun Records. Он также содержит несколько ранее не издававшихся треков, подборку его поздних работ и несколько песен из At Folsom Prison'.
1. «Hey Porter» — 2:14
2. «Cry! Cry! Cry!» — 2:25
3. «Luther Played the Boogie» — 2:03
4. «Get Rhythm» — 2:14
5. «Give My Love to Rose» — 2:45
6. «I Was There When It Happened» — 2:16
7. «Big River» — 2:32
8. «I Still Miss Someone» — 2:36
9. «Pickin' Time» — 1:58
10. «The Man on the Hill» — 2:09
11. «Five Feet High and Rising» — 1:47
12. «Tennessee Flat Top Box» — 2:59
13. «I Got Stripes» — 2:04
14. «Troublesome Waters» — 3:51
15. «The Long Black Veil» — 3:07
16. «Dark as a Dungeon» — 2:28
17. «The Wall» — 2:12
18. «25 Minutes to Go» — 3:12
19. «Cocaine Blues» — 2:51
20. «Doin' My Time» — 4:13
21. «I Will Rock and Roll with You» — 2:51
22. «Without Love» — 2:30
23. «The Big Light» — 2:41
24. «Highway Patrolman» — 5:21
25. «I’m Never Gonna Roam Again» — 2:34
26. «When I’m Gray» — 3:33
27. «Forever Young» — 6:16

### Disc 3 —The Great American Songbook
Третий диск состоит в основном из традиционных американских композиций, которые были записаны многими исполнителями.
1. «Wreck of the Old 97» — 1:47
2. «Rock Island Line» — 2:11
3. «Goodnight Irene» — 2:40
4. «Goodbye, Little Darlin'» — 2:15
5. «Born to Lose» — 2:10
6. «Walking the Blues» — 2:13
7. «Frankie’s Man, Johnny» — 2:17
8. «Delia’s Gone» — 3:02 (c альтернативным тексом)
9. «In the Jailhouse Now» — 2:23
10. «Waiting for a Train» — 2:07
11. «Casey Jones» — 3:02
12. «The Legend of John Henry’s Hammer» — 8:26
13. «I've Been Working on the Railroad» — 3:26
14. «Sweet Betsy from Pike» — 3:18
15. «The Streets of Laredo» — 3:40
16. «Bury Me Not on the Lone Prairie» — 2:28
17. «Down in the Valley» — 3:11
18. «Wabash Cannonball» — 2:40
19. «The Great Speckled Bird» — 2:08
20. «Wildwood Flower» — 2:12
21. «Cotton Fields» — 2:34
22. «Pick a Bale o’Cotton» — 1:58
23. «Old Shep» — 2:23
24. «I’ll Be All Smiles Tonight» — 2:48
25. «I'm So Lonesome I Could Cry» — 2:39
26. «Time Changes Everything» — 1:48

### Disc 4 —Family and Friends
Четвёртый диск включает в себя совместные работы с членами семьи Кэша и известными кантри-музыкантами.
1. «Keep on the Sunny Side» (c Carter Family) — 2:16
2. «Diamonds in the Rough» (c Mother Maybelle Carter) — 3:10
3. «(There’ll Be) Peace in the Valley» (The Carter Family) — 2:48
4. «Were You There (When They Crucified My Lord)» (c The Carter Family) — 3:56
5. «Another Man Done Gone» (c Anita Carter) — 2:36
6. «Pick the Wildwood Flower» (c Mother Maybelle Carter) — 2:59
7. «Jackson» (c June Carter) — 2:46
8. «If I Were a Carpenter» (c June Carter) — 3:00
9. «Girl from the North Country» (c Bob Dylan) — 3:42
10. «One More Ride» (c Marty Stuart) — 3:27
11. «You Can’t Beat Jesus Christ» (c Billy Joe Shaver) — 3:39
12. «There Ain't No Good Chain Gang» (c Waylon Jennings) — 3:17
13. «We Oughta Be Ashamed» (c Elvis Costello) — 2:45
14. «Crazy Old Soldier» (c Ray Charles) — 3:34
15. «Silver Haired Daddy of Mine» (c Tommy Cash) — 2:48
16. «Who’s Gene Autry?» (c John Carter Cash) — 3:51
17. «The Night Hank Williams Came to Town» (c Waylon Jennings) — 3:24
18. «I Walk the Line (Revisited)» (c Rodney Crowell) — 3:51
19. «Highwayman» (c The Highwaymen, Kris Kristofferson, Willie Nelson и Waylon Jennings) — 3:03
20. «The Wanderer» (c U2) — 4:43
21. «September When It Comes» (c Rosanne Cash) — 3:39
22. «Tears in the Holston River» (c The Nitty Gritty Dirt Band) — 3:41
23. «Far Side Banks of Jordan» (c June Carter) — 2:42
24. «It Takes One to Know Me» (c June Carter) — 3:36